# Jim Cleary
James "Jim" Cleary (ur. 27 maja 1956 w Enniskillen) – północnoirlandzki piłkarz występujący na pozycji pomocnika.

## Kariera klubowa
Cleary zawodową karierę rozpoczynał w 1974 roku w północnoirlandzkim zespole Portadown. W 1979 roku zdobył z nim Gold Cup. W 1980 roku odszedł do Glentoranu. Jego barwy reprezentował przez 9 lat. W tym czasie zdobył z klubem 2 mistrzostwa Irlandii Północnej (1981, 1988), 5 Pucharów Irlandii Północnej (1983, 1985, 1986, 1987, 1988) oraz Puchar Ligi Północnoirlandzkiej (1989). W 1989 roku zakończył karierę.

## Kariera reprezentacyjna
W reprezentacji Irlandii Północnej Cleary zadebiutował w 1982 roku. W tym samym roku został powołany do kadry na mistrzostwa świata. Nie zagrał jednak na nich w żadnym meczu. Z tamtego turnieju Irlandia Północna odpadła po drugiej rundzie.
W latach 1982–1984 w drużynie narodowej Cleary rozegrał w sumie 5 spotkań.